# Günther Wagner Verpackungswerke

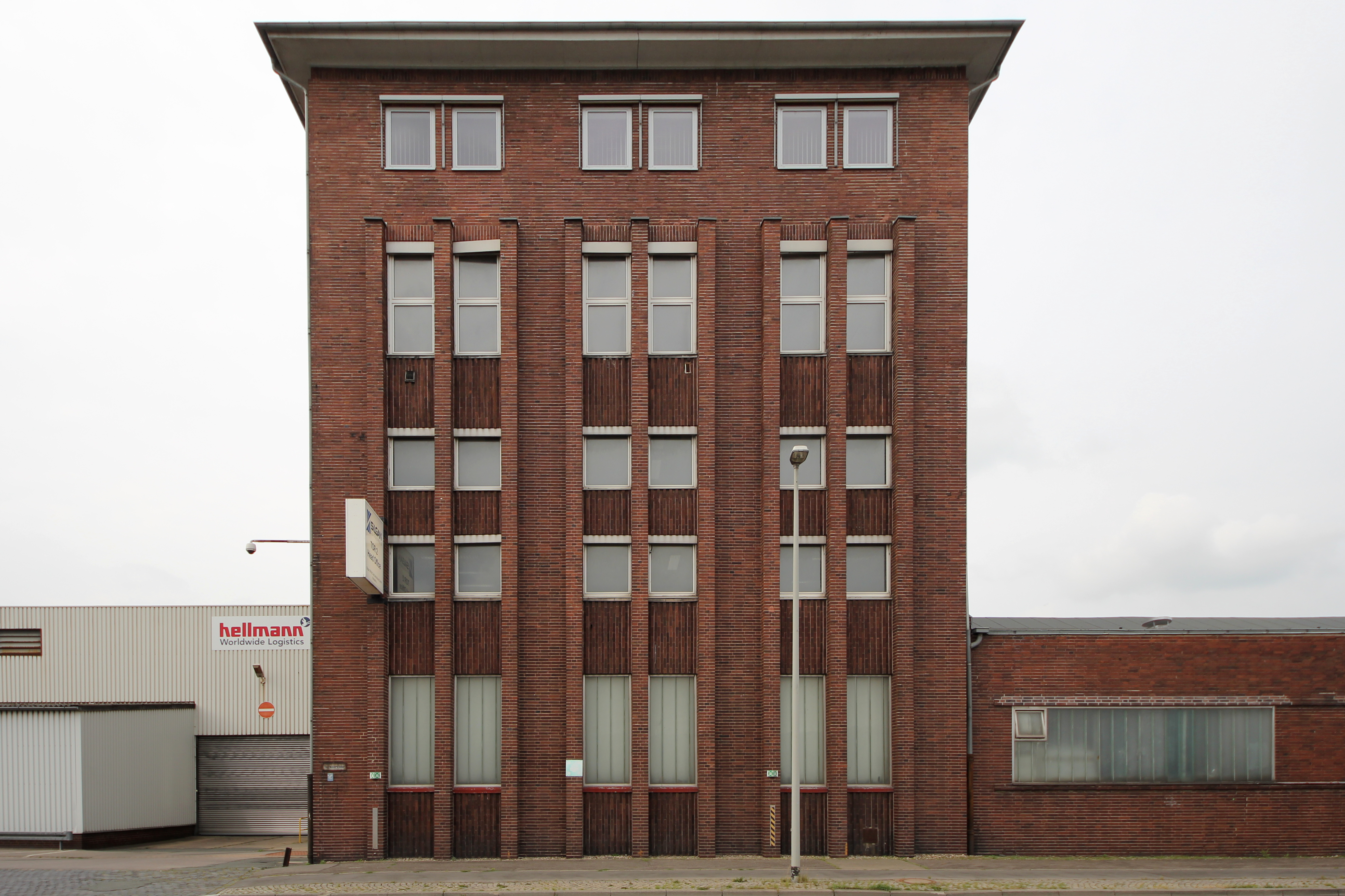
August 2015: Frontansicht Tor 2 der Silgan-Closures in der Hansastraße am Nordhafen von Hannover

Die Günther Wagner – Verpackungswerke oder auch Günther Wagner Verpackungs-Werke waren ein aus der Pelikan AG in Hannover hervorgegangenes produzierendes Unternehmen im Bereich Verpackungen.

## Geschichte
Die Günther Wagner – Verpackungswerke entwickelten sich aus der 1905 im Günther Wagner/Pelikan Werk begonnenen Herstellung von Farbkästen aus Blech und Blechverpackungen. Nachdem das Hauptwerk zunächst in die bis 1906 durch den Architekten Otto Taaks an der Podbielskistraße errichteten seinerzeitigen Neubauten verlegt worden war, wurde 1928 eine eigene Produktionsstätte für Blechverpackungen, vorwiegend für Konserven- und Fischdosen, in der Hansastraße am hannoverschen Nordhafen am Mittellandkanal eingeweiht. Laut dem Adressbuch der Stadt Hannover von 1942 hatte das Unternehmen seinen Sitz in der Hansastraße 4 zwischen der Schulenburger Landstraße und der damaligen Hafenbahn.
Ab 1939 wurden die Günther Wagner – Verpackungswerke von dem Ingenieur Kurt Beindorff geleitet. Auf Beindorffs technische Begabung gingen zum einen rationelle und zukunftsorientierte Fertigungsvorgänge zurück, die richtungsweisend für die gesamte Verpackungsindustrie wurden. Zum anderen aber arbeiteten während des Zweiten Weltkrieges rund 2.000 Zwangsarbeiter aus ganz Europa, zumeist aus Polen und Russland – Männer und Frauen – auf dem Gelände der Günther Wagner Verpackungswerke. Die unter menschenunwürdigen Bedingungen in einem sogenannten „Arbeitserziehungslager“ ausgebeuteten Zwangsarbeiter konnten jederzeit in ein Konzentrationslager verlegt werden – etliche kamen unter den Umständen zu Tode. In einer sogenannten „Ausländerwöchnerinnenbaracke“ wurden Neugeborene der Zwangsarbeiterinnen verwahrt. Viele der dort geborenen Kinder starben bald an Mangelernährung und ungenügender medizinischer Versorgung.
1962 oder 1968 erwarb die Aktiengesellschaft Schmalbach-Lubeca AG – in deren Aufsichtsrat ebenfalls Kurt Beindorff saß – das hannoversche Verpackungswerk.
Nachdem Schmalbuch-Lubeca die US-amerikanische Marke White Cap erworben hatte, operierte das Unternehmen dann weltweit mit seinen Produkten wie Schraubverschlüssen, PET-Flaschen sowie Weißblech- und Aluminium-Getränkedosen.
2003 wurden die Günther Wagner – Verpackungswerke aus dem Handelsregister gelöscht.

## Mahnmal Hansastraße

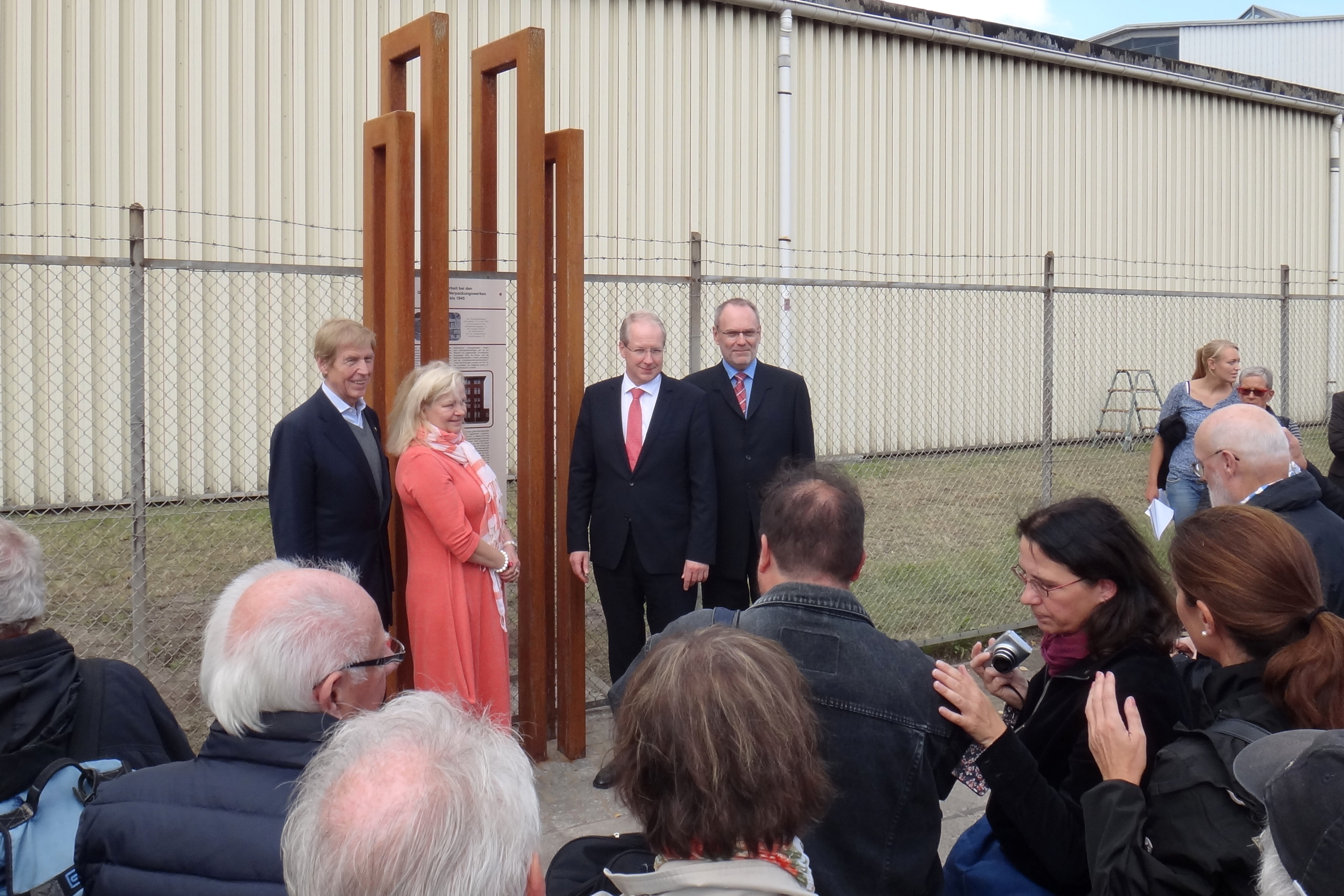
Einweihung des Mahnmals Hansastraße

Am 25. September 2015 wurden auf dem Gelände der ehemaligen Günther Wagner – Verpackungswerke auf Initiative des Vereins Gegen das Vergessen ./. NS-Zwangsarbeit sowie der Firma Silgan White Cap Deutschland GmbH – die nicht Rechtsnachfolger der früheren Verpackungswerke ist – im Beisein von Hannovers Oberbürgermeister Stefan Schostok, der Bezirksbürgermeisterin Edeltraut Geschke sowie Jochen Hundt als Vertreter der White Cap Deutschland GmbH das Mahnmal Hansastraße eingeweiht als Mahnmal gegen die NS-Gräueltaten und zur Erinnerung an die damaligen Opfer.

## Schriften
- Paul Kroha: Sparbüchsen aller Zeiten, 64 Seiten Privatdruck mit Abbildungen, Hannover-Hainholz: Günther Wagner Verpackungswerke, 1939